# O șansă în plus

O șansă în plus este un film serial francez în șase episoade, realizat de François Velle după romanul lui Harlan Coben No second chance și difuzat deja de canalele de televiziune TF1, RTL, TVI și RTS.

## Sinopsis
Alice Lambert, supraviețuiește unei tentative de omor. 
Trezindu-se din comă la spital, află că soțul i-a fost ucis iar fetița Tara, de doar șase luni, răpită. 
În momentul în care răpitorii îi reclamă un milion de euro, Alice cere ajutorul atât socrilor săi cât și prietenului ei, avocatul Louis Barthel...

## Fișă tehnică
- Titlu : O șansă în plus
- Regia : François Velle
- Scenariul : Harlan Coben după propriul roman No Second Chance
- Adaptatarea și dialogurile : Delinda Jacobs și Patrick Renault (episoadele 1și 6) - Kristel Mudry, Sébastien Vitoux, Emilie Clamart-Marsollat, Patrick Renault (episodul 2) - Olivier Kohn, Patrick Renault (episodul 3) - Frédéric Chansel și Patrick Renault (episodul 4) - Mehdi Ouahab, Emilie Clamart-Marsollat, Patrick Renault (episodul 5)
- Muzica : Armand Amar
- Imaginea : Jean-Max Bernard
- Producători : Sydney Gallonde, Jean-Pierre Dusséaux (VAB)
- Echipa de producție : VAB Productions, TF1, RTL-TVI, RTS Radio Televiziunea Elvețiană
- Limba : Franceză
- Format : Color HD
- Durata : 312 min. (6 × 52 min.)
- Data premierei : în Franța 15 octombrie 2015 (TF1) iar în Belgia pe 5 octombrie 2015 (RTL-TVI)

## Distribuția
- Alexandra Lamy : Alice Lambert
- Pascal Elbé : Richard Millot
- Lionel Abelanski : Louis Barthel
- Charlotte des Georges : Florence Romano
- Hippolyte Girardot : Cyril Tessier
- Didier Flamand : Edouard Delaunay
- Frédérique Tirmont : Edith Delaunay
- Lionnel Astier : Comisarul Pistillo
- Samira Lachhab : Nadia Leroux
- Francis Renaud : Thierry Vergne
- Fanny Valette : Lisa
- Sébastien Libessart : Samuel Armand
- Arièle Semenoff : Christine Lambert
- Geoffroy Thiebaut : Max Tardi
- Lorànt Deutsch : Stéphane Bacard
- Dana Delany (cunoscută în România din serialul "Neveste disperate") :  Loraine Tansmore
- Harlan Coben : Abe Tansmore
- Jean-François Vlerick : Paul Lambert
- Caroline Santini : Sophie Barthel
- Yoli Fuller : inspectorul Mallet
- Marie-Julie Baup : Claire Lambert
- Benjamin Baroche : Laurent Delaunay
- Darko Bulatovic : Pavel
- Xenia Buravsky : Katarina Vergne
- Leslie Medina : Rose Lévy
- Paul Velle : Ferrand
- Claire Tran : Martinez
- Samuel Aouizerate : Tom
- Richard Chevallier : Medicul din elicopter
- Marie-Jeanne Lardic : Medicul de la spital
- Jean-Noël Martin : figurant
- Michaël Erpelding : Vince Lopes
- Sofiane Tabti : Ismaël
- Floriane Muller : angajata din castelul Delaunay
- Kimberly Zakine : Alice la 17 ani
- Lou Lévy : Claire la 16 ani
- Linda Kra : Kadija
- Sylvain Gillet : casierul de la benzinărie
- Rabih Hellal : Barman Boxe
- Renaud Le Bas : Geneticianul
- Laurence Colussi : Véronique
- Guillaume Arnault : vecin Rose 1
- Anthony Davy : vecin Rose 2
- Eric Frade : polițistul de la jocul de Poker 1
- Salvatore Caltabiano : polițistul de la jocul de Poker 2
- Christophe Gauzeran : polițistul de la jocul de Poker 3
- Clara Guipont : Chloé
- Masha Kondakova : Tatiana
- Hélène de Saint-Père : Denise Vanech
- Natalia Pujszo : Sonia
- Rachid Hafassa : Major Hamzaoui
- François Denoyers : client Fast Food
- Elisa Sergent : secretara lui Bacard
- Frédéric Maranber : Général Lartigues
- Mathias Casartelli : Psihiatrul
- Alexandre Delamadeleine : Desenatorul
- Lewine Weber : Tara la 3 ani
- Raphaël Aouizerate : Tom în perioada 1/Oscar perioada 2
- Simon Aouizerate : Oscar în perioada 1/Tom perioada  2
- Kylian Le Gratiet : Dylan
- Nahil Yahiaoui : Nollan
- Gilles Bouleau : prezentatorul jurnalului TF1

## Premii
- Festivalul filmului pentru televiziune de La Rochelle 2015. Cea mai bună interpretare feminină pentru actrița din rolul principal Alexandra Lamy